# Majin Buu
Majin Buu (japánul  魔人ブウ  Majin Bū; magyar változatban Bubu) kitalált szereplő, egyik fő gonosztevő, majd szövetséges a Dragon Ball Z, a Dragon Ball GT és a Dragon Ball Super című animesorozatokban. Majin Buunak a többi főellenséghez (Dermesztőhöz és Cellhez) hasonlóan több formája van, azonban ennek megfelelően többfajta személyiség is megjelenik benne, sőt mágikus természetéből adódóan ezek a formák elválhatnak egymástól és független lényként létezhetnek ezek nem keverendőek Buu-val (Good Buu Angolul) aki Dai Kaioshin reinkarnációja Buu testében. Buu szinkronhangjai: Japán – Sioja Kózó, Magyar – Kárpáti Levente, Csík Csaba és Fazekas István.

## Eredet
Több millió évvel ezelőtt egy gonosz varázsló, Bibidi létrehozta Majin Buut (Kis Buu alakjában), hogy segítségével megszabadulhasson ellenségeitől. Azonban Buut nem tudta irányítani. Buu hamar összecsapott az Univerzum vezetőivel, egyben Bibidi ellenségeivel a Kaioshinokkal (istenekkel). Könnyedén elverte először a Nyugati majd az Északi Kaioshint, majd elnyelte a Délit, aki a leginkább ellenfélnek bizonyult neki. A végén összecsapott a Keleti Kaioshinnal (Neptunusszal), akinek megmentésére időközben megérkezett a Dai Kaioshin. Nem sokkal később azonban Dai Kaioshint is elnyelte Buu, akire azonban akaratlanul is hatott az isten szelíd, kedves személyisége, és Buu átalakult a jóval irányíthatóbb Kövér Buuvá. Nem sokkal ezután Bibidi és Buu a Földre utaztak, ahol Bibidi attól való félelmében, hogy megint elveszti az uralmat Buu fölött, elzárta őt a mágiájával. Nem sokkal ezután a Neptunusz megölte Bibidit, hogy ne éleszthesse fel újra Majin Buut.
Azonban kiderült, hogy Bibidinek volt egy fia, Babidi, aki az apjához hasonló mágiát űzött, és szolgáival elkezdett energiát gyűjteni, hogy felélessze Majin Buut, ami végül sikerült is neki.

## Személyiség
Buu elsősorban egy pszichopata tömeggyilkos, akit azért hoztak létre, hogy pusztítson, éppen ezért ennek a célnak, mint valami programnak, különösebb ok nélkül engedelmeskedik. Közös tulajdonságai az egyes formáknak, hogy nehéz kontrollálni őket (kivétel talán Kövér Buu), és imádja az édességet.

## Megjelenés
Majin Buu változatos módon néz ki a különféle formáiban, de közös jellemzők: rózsaszín bőr, lyukak (afféle gőzszelepek) a koponyán, a nyakon és a karokon, hosszú nyúlvány a fejen, fehér nadrág egy aranyszínű övcsatszerűséggel a közepén egy cikornyás “M” betűvel (ami a majin szóra utal, ami gonosz mágikus lényt jelent).

### Kövér Buu
Kövér Buu nagy kövér rózsaszín testtel, pufók arccal és rövid karokkal és lábakkal rendelkezik. A ruházata: egy fekete, sárga szegélyű mellény, fehér nadrág fekete nadrágszárral és övvel, aranysárga cipőkkel, kesztyűkkel és övcsattal. Rendelkezik még egy lila köpennyel és övcsatja közepén ott van a cikornyás “M” betű. Kövér Buu a leggyengébb, de egyben a legkezelhetőbb forma mind közül. Ő az egyetlen Buu formái közül, amelyiket alapvetően pozitív személyiségként felfoghatunk. Rendkívül gyermekies a viselkedése: apróbb inzultusokon meg tud sértődni, imádja a sütit, kíváncsi, és hallgat másokra, amennyiben elfogadja a vezetését (hallgat Babidira, és ezért pusztítja a városokat, majd később hallgat Mr. Satanra (a legtöbb nem japán változatban Herkules), és kedvéért, abbahagyja a pusztítást). Rendkívül nagy barátja lesz Mr. Satannak, aki védelméért többször összecsap az ellenségeivel, hallgat rá, és barátként konspirálnak később a Tenkaichi Tornán is.

### Gonosz Buu
Gonosz Buu akkor jelent meg, mikor Kövér Buuban a harag hatására (lelőtték a kiskutyáját) a gonosz "kí" megnőtt. A gonosz kí eltávozott Kövér Buu testéből és egy különálló formában létrejött Gonosz Buu. Főbb eltérések Kövér Buuhoz képest: Buu most már nem kövér, hanem nagyon vékony, teste sötétbarna, köpenye meg sötétkék.

### Super Buu
Miután Gonosz Buu legyőzte, és beépítette testébe Kövér Buut, létrejött Super Buu, aki több eltérést mutat. Testfelépítése: Magas, vékony de izmos. Rózsaszín a bőre ismét, rövidek az ujjai és nincs orra. A ruházata: fekete hegyes orrú cipők és csuklóvédők, valamint bő fehér nadrág fekete övvel, és az aranyszínű övcsattal “M” betűvel a közepén. Nagyon agresszív, élvezi a pusztítást, és nagyon türelmetlen. Intelligenciaszintje viszonylag alacsony, tagoltan beszél és úgy is csak egyszerűbb mondatokat (mellé rendszeresen ropogtatja a nyakát). Érdekes módon Kövér Buu emlékei valamennyire hatnak Buu erre a formájára, ugyanis ennek köszönhető, hogy Buu nem ölte meg Mr. Satant, és hallgatott Satan lányára Videlre.
Ebben a formában miután elnyelte Ifjú Sátánt (Piccolót), Gotenkset és Son Gohant, nagyban megnőtt az arroganciája és az intelligenciaszintje. Már képes komolyabb stratégiákat is kitalálni, és a beszédkészsége is nagy mértékben javult. Meghosszabbodott a fejteteji nyúlványa, valamint az ujjai is, megjelent arcán az orr, és mindig az éppen legerősebb elnyelt harcos ruhája jelent meg a testén. Gotenks elnyelése után a Metamoran mellénye jelent meg rajta, de miután Gotenks fúziója megszűnt a testében, így Piccolo köpenye, majd Gohan elnyelése után, Gohan piros gí-felsője jelent meg a felsőtestén.

### Kis Buu
Miután Son Goku és Vegita eltávolítja Kövér Buut Super Buu testéből, Buu átalakul Kis Buuvá. Kis Buu kinézetre szinte teljesen megegyezik Super Buu alapformájával, de fő különbség, hogy, gyerek méretű és sokkal erősebb.

## Képességek
Mágikus teremtmény lévén Majin Buu hatalmas sebességgel, erővel és tökéletes kí-feletti uralommal rendelkezik, valamint könnyen képes lemásolni mások technikáit és számos egyedi képességet birtokol.
Technikák, képességek
- Kí-érzékelés/rejtés: Mások energiáinak érzékelése, saját energiajel álcázása.
- Bukujutsu: Majin Buu képes repülni a kíje segítségével.
- Változatos kí-lövések
- Kamehameha: A Dragon Ball legismertebb mozdulata, egy ki-sugártámadás. Ennél a mozdulatnál Majin Buu először a két kezét begörbített ujjakkal maga elé teszi, majd ilyen állásban oldalra és a lövés pillanatában megint maga elé teszi. Gokutól leste el.
- Renzoku Energy Dan: Mindkét kezéből apró ki-sorozatokat ad le, amelyek úgy néznek ki, mintha géppuskából lőnének. Vegitától leste el.
- Barrier: Majin Buu képes a kíjéből egy védőpajzsot alkotni maga körül, ami megvédi a támadásoktól, és egyéb erőhatásoktól.
- Shunkan Ido: Majin Buu képes bármilyen kí-forrás közelébe teleportálni, ha érzékeli az adott kít. Gokutól vagy Kibitótól tanulta.
- Gyógyítás: Kövér Buu képes bárkit meggyógyítani, ha úgy dönt.
- Átváltoztatás: Majin Buu képes a feji nyúlványából lőtt sugárral bármilyen élő vagy élettelen tárgyat, bármilyen más élettelen tárggyá (elsősorban édességgé) átalakítani.
- Test fölötti uralom: Majin Buu tökéletes test fölötti uralommal rendelkezik. Képes bármelyik testrészét megnyújtani, lerövidíteni, olyan alakúvá formázni amilyenné akarja illetve létrehozhatja a testrészt a teste egyéb pontjain is. A testrészeit, még akkor is képes irányítani ha nincs érintkezésben a teste többi részével.
- Regeneráció: Majin Buu rendkívül magas fokú regenerációval rendelkezik. Bármilyen sérülést begyógyít magán, és az elveszett végtagjait is pótólni tudja, akár úgy, hogy helyére illeszti, akár úgy, hogy újranöveszti őket, valamint képes bármilyen kis megmaradt részből újraalkotni az egész testét, ami előnyt ad neki az olyan ellenfelekkel szemben, akik nem tudták teljesen elpusztítani őt.
- Elnyelés: Majin Buu képes leválasztani egy kis adag húst a testéből amit megnyújt, majd annak segítségével bevonja áldozatait, akiket így beépíthet a saját szervezetébe. Amellett, hogy ezzel megnöveli a saját harci erejét és mentális készségeit, hogy segítse a harcban, még alkalmazni is képes az elnyelt harcosok technikáit. Az így alkalmazott technikák:
  - Masenko: Majin Buu a homlokához teszi a kezeit tenyérrel kifelé, majd lő egy sárga sugarat. Gohan technikája.
  - Makankosappo: Majin Buu a homloka elé helyezi a mutató és középső ujját kinyújtva, energiát gyűjt, majd lő az ujjaiból, egy spirális sárga kí-sugarat. Piccolo technikája.
  - Kamikaze Szellem Támadás: Majin Buu képes saját magára hasonlító fehér szellemeket létrehozni, amik, hogyha hozzáérnek valamihez felrobbannak. Gotenks technikája.
  - Galaktikus Fánkok: Kíből alkotott gyűrűk, amikkel az áldozatot lehet korlátozni a mozgásban. Gotenks technikája

## Uub
Mikor Goku legyőzte Kis Buut, azt kérte Enma Daiótól, hogy Buu reinkarnálódhasson jó emberként. Enma Daio megtette ezt a szívességet és Uub ez a reinkarnáció. Goku edzette őt, hogy ő lehessen a Föld későbbi védelmezője. A neve Buu visszafele olvasva. A Dragon Ball Z végén tűnik fel, de később láthatjuk a Dragon Ball GT-ben is. Szinkronhangjai: Japán – Megumi Urawa és Atsushi Kisaichi, Angol – Sean Michael Teague, Magyar – Szatory Dávid és Bódy Gergely.

### Személyiség
Uub egy tisztaszívű ember, aki nincs tisztában azzal, hogy milyen erőt birtokol. Ezért az elején meg van illetődve és fél a harctól, amit kinő, mire Goku végez az edzésével. Nagyon segítőkész, jó szándékú és nem hagyja, hogy bántsák a barátait. Nagy tisztelettel tekint Gokura, mint mesterére.

### Megjelenés
Uub egy barnás bőrű ember, fekete kakastaréj alakú hajjal.
Eleinte zöld gít viselt, narancsszínű cipővel valamint sárga övvel és csuklóvédővel. Miután újraegyesül Kövér Buuval és létrejön Majuub, ruhája átalakul Majin Buu stílusára: Fekete mellény, bő fehér nadrág, narancsszínű cipő valamint sárga öv és csuklóvédő.

### Képességek
Uub köszönhetően az edzésnek, és annak, hogy Majin Buu reinkarnációja, hatalmas erőre és sebességre tett szert és a kíjét jól tudja irányítani.
Technikák, képességek
- Kí-érzékelés/rejtés: Mások energiáinak érzékelése, saját energiajel álcázása.
- Bukujutsu: Uub képes repülni a kíje segítségével.
- Változatos kí-lövések
- Átváltoztatás: Kövér Buuval újraegyesülés hatására, Uub képessé vált bármilyen élő vagy élettelen tárgyat, bármilyen más élettelen tárggyá (elsősorban édességgé) átalakítani.

## Fordítás
- Ez a szócikk részben vagy egészben  a   Majin Boo című angol Wikipédia-szócikk fordításán alapul.  Az eredeti cikk szerkesztőit annak laptörténete sorolja fel. Ez a jelzés csupán a megfogalmazás eredetét és a szerzői jogokat jelzi, nem szolgál a cikkben szereplő információk forrásmegjelöléseként.